# Ludwig Albrecht Gebhardi
Ludwig Albrecht Gebhardi (* 13. April 1735 in Lüneburg; † 26. Oktober 1802) war ein deutscher Historiker und Bibliothekar.

## Leben
Ludwig Albrecht Gebhardi war der Sohn des Historikers und Genealogen Johann Ludwig Levin Gebhardi (1699–1764). Er studierte an der Ritterakademie Lüneburg (Gymnasium illustre) und dann an der Universität Göttingen.
1765 wurde er dritter Lehrer an der Ritterakademie Lüneburg. 1785 wurde er zum Mitglied der Göttinger Akademie der Wissenschaften gewählt. 1787 erhielt er den Titel eines königl. Großbrittanisch-Hannöverischen Rates. 1799 wurde er Bibliothekar, Archivar und Hofhistoriograph in Hannover.

## Werke
- Historische Nachricht von den Ausreitern des Klosters St. Michael in Lüneburg. Lüneburg, 1754 (Volltext).
- Collectanea, Auszüge und Abschriften von Urkunden und Handschriften, welche das Fürstentum Lüneburg betreffen. 1762–1798. (Volltext)
- Geschichte der Königreiche Dänemark und Norwegen. Gebauer, Halle 1770. (Digitalisat Band 1), (Band 2)
- Genealogische Geschichte der erblichen Reichsstände in Teutschland. Gebauer, Halle 1776–1785. (Digitalisat Band 1), (Band 2), (Band 3)
- Geschichte des Reichs Hungarn und der damit verbundenen Staaten ... 4 Bände. Weidmann & Reich, Leipzig 1778–1782. (Digitalisat Band 1), (Band 2), (Band 3), (Band 4)
- Älteste Geschichte der Wenden und Slaven und die Geschichte des Reichs der Wenden in Teutschland (= Geschichte aller Wendisch-Slavischen Staaten, Bd. 1). Gebauer, Halle 1790.
- Geschichte des böhmischen Reichs (= Geschichte aller Wendisch-Slavischen Staaten, Bd. 3). Gebauer, Halle 1796.
- Geschichte von Mähren und Schlesien (= Geschichte aller Wendisch-Slavischen Staaten, Bd. 4). Gebauer, Halle 1797.
- Geschichte der Königreiche Dalmatien, Kroatien, Slavonien, Servien, Raszien, Bosnien, Rama und des Freystaats Ragusa (= Geschichte aller Wendisch-Slavischen Staaten, Bd. 4). Leyer, Pesth 1805 (Volltext).
- Geschichte des Großfürstenthums Siebenbürgen und der Königreiche Gallizien, Lodomerien und Rothreussen. Leyrer, Pesth 1808 (Volltext).
- Geschichte der Königreiche Galizien, Lodomirien und Rothreussen. Leyer, Pesth 1804 (Volltext).
- Kurze Geschichte des Klosters St. Michaelis in Lüneburg. Capaun-Karlowa, Celle 1857 (Volltext).